# La Fiancée de Dracula
Pour plus de détails, voir Fiche technique et Distribution.
La Fiancée de Dracula est un film français réalisé par Jean Rollin, sorti en 2002.

## Synopsis
Partis à la recherche des restes du Comte Dracula, le Professeur et son jeune assistant Eric se voient précipités dans l'Univers des "Parallèles", un monde peuplé de créatures monstrueuses et fantasmagoriques aux désirs obscurs.
Découvriront-ils les liens étranges qui unissent un nain fantasque, vêtu en bouffon, et sa promise vampire ? Pourront-ils échapper aux desseins meurtriers de la Louve écarlate, d'un couple de sorciers et de la sensuelle Ogresse mangeuse d'enfants ?
Leur quête les mènera auprès d'Isabelle, une mystérieuse jeune femme sous l'emprise d'une indicible force et gardée depuis son plus jeune âge par les nonnes folles de l'Ordre de la Vierge Blanche. 

## Fiche technique
- Titre : La Fiancée de Dracula
- Réalisation : Jean Rollin
- Scénario : Jean Rollin
- Sociétés de production : Avia Films, Gold Film et Les Films ABC
- Musique : Philippe d'Aram
- Photographie : Norbert Marfaing-Sintes
- Montage : Janette Kronegger
- Décors : Sylvain Montagne
- Costumes : Natalie Perrey
- Pays d'origine :  France
- Format : couleurs - 1,66:1 - Stéréo - 35 mm
- Genre : horreur
- Durée : 91 minutes
- Date de sortie : 14 août 2002 (France)

## Distribution
- Cyrille Iste : Isabelle
- Jacques Orth : le professeur
- Thomas Smith : Triboulet
- Sandrine Thoquet : la vampire
- Magalie Madison : l'ogresse / la folle
- Céline Mauge : Sœur Tourière
- Marie-Laurence : la mère supérieure de Paris
- Danièle Servais-Orth : la mère supérieure des îles Chausey
- Denis Tallaron : Éric
- Sabine Lenoël : sœur Marthe
- Céline Clémentel : sœur Simplicité
- Mira Petri : sœur Cigare
- Marianna Palmieri : sœur Bouffarde
- Catherine Castel : La sœur à la corde à sauter
- Bernard Musson : le sorcier
- Nathalie Perrey : la sorcière
- Brigitte Lahaie : la louve
- Thomas Desfossé : Dracula

## Autour du film
- Catherine Castel, qui interprète la sœur à la corde à sauter, avait déjà tourné sous la direction du cinéaste dans La Vampire nue (1970) et Lèvres de sang (1975). Brigitte Lahaie, Sandrine Thoquet et Marie-Laurence étaient quant à elles déjà apparues dans Les Deux Orphelines vampires (1997).
- Jean Rollin fait une petite apparition au début du film. On peut le voir pousser le fauteuil d'un mourant dans un cimetière.
- On peut voir dans l'hotel particulier parisien occupé par les sœurs, parmi quelques tableaux incongrus en ce lieu, la célèbre toile de Clovis Trouille : "Franciscaine de Sainte Marie des Ange (1945)